# She Loves Lovin'
「She Loves Lovin'」（シー・ラブズ・ラヴィン）は、裕未瑠華の通算4枚目のシングル。1998年5月22日にキングレコードよりリリースされた。

## 解説
前作「pleasure」より約半年ぶりのリリース。「She Loves Lovin' 」はTBSテレビ『アイドル王』エンディングテーマに起用された。

## 収録曲
1. She Loves Lovin'
  - TBSテレビ『アイドル王』エンディングテーマ
  - 作詞：藤林聖子、作曲：平間あきひこ
2. ECLIPSE
  - 作詞：裕未瑠華、作曲：新井理生
3. She Loves Lovin' (Instrumental)
4. ECLIPSE (Instrumental)